# Chúa tể Godzilla: Đế vương bất tử
Chúa tể Godzilla (tiếng Anh: Godzilla: King of the Monsters) là một bộ phim quái vật 2019 của Mỹ do Michael Dougherty đạo diễn và đồng sáng tác. Nó là phần phim tiếp theo của Godzilla (2014) và sẽ là bộ phim thứ 35 của thương hiệu Godzilla, bộ phim thứ ba trong MonsterVerse của Legendary và phim Godzilla thứ ba được sản xuất hoàn toàn bởi một studio Hollywood . Phim có sự tham gia của Kyle Chandler, Vera Farmiga, Millie Bobby Brown, Bradley Whitford, Sally Hawkins, Charles Dance, Thomas Middleditch, O'Shea Jackson Jr., Ken Watanabe và Chương Tử Di. Đây là một trong những bộ phim cuối cùng của Yoshimitsu Banno với tư cách là nhà sản xuất điều hành, khi ông qua đời vào ngày 7 tháng 5 năm 2017.
Phần tiếp theo được bật đèn xanh trong cuối tuần khai mạc của Godzilla, với đạo diễn ban đầu là Gareth Edwards dự kiến sẽ trở lại. Sau khi Edwards rời khỏi dự án vào tháng 5 năm 2016, Dougherty, người được thuê vào tháng 10 năm 2016 để viết lại kịch bản với Zach Shields, đã được công bố là đạo diễn vào tháng 1 năm 2017. Chọn bối cảnh chính cho phim bắt đầu vào tháng 6 năm 2017 tại Atlanta và kết thúc vào tháng 9 năm 2017. Godzilla: King of the Monsters dự kiến sẽ được phát hành vào ngày 31 tháng 5 năm 2019 dưới định dạng 2D, 3D, Cinema Dolby và IMAX. Phần tiếp theo, Godzilla vs Kong, dự kiến sẽ phát hành vào ngày 22 tháng 5 năm 2020.

## Nội dung
Câu chuyện mới kể về những nỗ lực của cơ quan bí mật Monarch khi các thành viên của tổ chức đối mặt với những con quái vật có kích thước thần thánh được gọi chung là Titans, bao gồm Godzilla hùng mạnh, Mothra, Rodan và kẻ thù tối thượng của Godzilla, King Ghidorah. Khi những siêu quái vật cổ xưa này được cho chỉ còn là huyền thoại, một lần nữa, tất cả bọn chúng đều trỗi dậy, đấu tranh giành quyền lực tối cao, khiến cho sự tồn tại của loài người bị đe dọa.— Legendary và Warner Bros.

## Diễn viên
- Kyle Chandler đóng vai Mark Russell[3]: Chồng cũ của Emma. Anh tham gia một nhiệm vụ giải cứu cùng với Tiến sĩ Serizawa và Tiến sĩ Graham để cứu Emma và Madison[4].
- Vera Farmiga đóng vai Tiến sĩ Emma Russell[3]: Một nhà cổ sinh vật học làm việc cho Monarch, người bị bắt cóc cùng với con gái Madison bởi một tổ chức bí ẩn, với kế hoạch riêng của họ cho các sinh vật[4]. Farmiga đã miêu tả nhân vật của mình như là một "DJ cho những con quái vật", trong đó cô nêu: "Cô ấy đã tìm ra một cách để giao tiếp với các sinh vật và có khả năng kiểm soát chúng bằng cách sử dụng âm thanh sinh học của chúng". Cô mô tả bộ phim nói về vấn đề "bảo vệ môi trường"[5].
- Millie Bobby Brown đóng vai Madison Russell[3]: Cô con gái 14 tuổi của Emma và Mark Russell. Cô bị bắt cóc cùng với mẹ và có mối liên hệ với Mothra.[4][6]
- Ken Watanabe đóng vai Tiến sĩ Ishiro Serizawa: Một nhà khoa học làm việc cho Monarch.
- Sally Hawkins đóng vai Tiến sĩ Vivienne Graham: Một nhà khoa học làm việc cho Monarch, đồng thời là cánh tay phải đắc lực của Serizawa.
- Bradley Whitford đóng vai Tiến sĩ Stanton[7].
- Charles Dance
- Thomas Middleditch đóng vai Sam Coleman[8]: Người giữ vai trò thông tin liên lạc giữa Monarch và chính phủ Hoa Kỳ.
- O'Shea Jackson Jr. đóng vai Barnes[8]: Một sĩ quan thành viên của nhóm lực lượng quân sự đặc biệt do Monarch điều hành được gọi là Đội G với nhiệm vụ dẫn dắt binh lính trong các trận chiến liên quan đến Titans.
- Chương Tử Di đóng vai Tiến sĩ Chen[9]: Một nhà khoa học làm việc cho Monarch như mẹ và bà của cô ấy trước đây. Cô ấy chuyên giải mã các bối cảnh thần thoại của Titans[10].

## Sản xuất

### Vai trò sản xuất[2][11]
- Michael Dougherty – đạo diễn, đồng tác giả
- Zach Shields – đồng tác giả, nhà điều hành sản xuất
- Barry H. Waldman – nhà điều hành sản xuất
- Dan Lin – nhà điều hành sản xuất
- Roy Lee – nhà điều hành sản xuất
- Yoshimitsu Banno – nhà điều hành sản xuất (truy tặng)
- Kenji Okuhira – nhà điều hành sản xuất
- Alexandra Mendes – đồng sản xuất
- Jay Ashenfelter – đồng sản xuất
- Scott Chambliss – nhà thiết kế sản xuất
- Louise Mingenbach – nhà thiết kế trang phục
- Guillaume Rocheron – giám sát viên VFX
- Tom Woodruff Jr. – nhà thiết kế hiệu ứng và sinh vật

### Quá trình phát triển
Gareth Edwards, đạo diễn của phim Godzilla năm 2014, tuyên bố rằng mình muốn Godzilla hoạt động như một bộ phim độc lập với một kết thúc dứt khoát và bản thân phản đối đề xuất rằng nên để bộ phim kết thúc mở cho phần tiếp theo. Anh ấy nói rằng anh ấy không gặp vấn đề gì khi quay lại để làm phần tiếp theo nếu bộ phim làm tốt, nhưng mối quan tâm chính của anh ấy là mang lại cho khán giả trải nghiệm thỏa mãn với bộ phim hiện tại. Anh nói: "Tôi muốn một câu chuyện bắt đầu và kết thúc, và bạn để lại một nốt nhạc cao trào. Đó là tất cả những gì chúng tôi quan tâm khi chúng tôi làm điều này, chỉ bộ phim này. Nếu bộ phim này hay, những người khác có thể đến, nhưng chúng ta hãy chú ý đến điều này và không bị lúng túng bởi những thứ khác".
Sau khi mở màn thành công với 103 triệu đô la doanh thu toàn cầu, Legendary đã bật đèn xanh cho phần tiếp theo về Godzilla với kế hoạch sản xuất một bộ ba phim và Edwards trở lại với vị trí đạo diễn. Tại San Diego Comic-Con vào tháng 7 năm 2014, Legendary xác nhận rằng họ đã có được bản quyền đối với Mothra, Rodan và King Ghidorah từ Toho. Một đoạn clip ngắn giới thiệu cả ba với khẩu hiệu kết thúc "Hãy để họ chiến đấu" đã được hiển thị. Các chi tiết khác về sự xuất hiện của chúng trong một hoặc hai phần tiếp theo đã không được công bố.
Mùa thu năm 2014, Legendary tuyên bố rằng phần tiếp theo sẽ được phát hành vào ngày 8 tháng 6 năm 2018 và biên kịch Max Borenstein sẽ trở lại để viết kịch bản. Vào tháng 4 năm 2015, Aaron Taylor-Johnson tuyên bố rằng anh không chắc chắn liệu có tiếp tục vai trò của mình cho phần tiếp theo hay không và sự trở lại của anh phụ thuộc vào quyết định của Edwards.
Vào tháng 5 năm 2016, Warner Bros. đã thông báo rằng Godzilla 2 sẽ bị lùi ngày phát hành ban đầu là tháng 6 năm 2018 đến ngày 22 tháng 3 năm 2019. Cùng tháng đó, Warner Bros. đã tiết lộ rằng Edwards đã rời khỏi phần tiếp theo để làm việc cho dự án khác ở quy mô nhỏ hơn. Edwards cũng cảm thấy rằng Legendary "cần phải tiếp tục với mọi thứ" thay vì chờ đợi anh ta hoàn thành công việc ở Rogue One.
Tháng 10 năm 2016, có tiết lộ rằng Michael Dougherty và Zach Shields (cả hai đều làm việc cho bộ phim Krampus) sẽ viết kịch bản cho Godzilla 2. Một ngày sau đó, có thông tin rằng Dougherty cũng đang đàm phán để chỉ đạo Godzilla 2. Cùng tháng đó, Legendary tuyên bố rằng việc sản xuất cũng sẽ diễn ra tại công ty mẹ Wanda's Qingdao Movie Metropolis ở Thanh Đảo, Trung Quốc cùng với Pacific Rim: Uprising.
Đến tháng 12 năm 2016, Legendary tiết lộ rằng tên chính thức cho Godzilla 2 sẽ là Godzilla: King of the Monsters. Vào tháng 1 năm 2017, Dougherty chính thức được xác nhận là đạo diễn của bộ phim. Dougherty mô tả bộ phim như sau:
"Thế giới đang phản ứng với Godzilla giống như cách chúng ta sẽ phản ứng với bất kỳ sự cố kinh hoàng nào khác, trong đó chúng ta có phản ứng thái quá, nhưng có sự hoang tưởng và suy đoán vô tận về việc liệu nó có phải là con quái vật duy nhất ngoài kia hay chúng ta sẽ bị đe dọa bởi những quái vật khác như Godzilla".

## Phát hành
Godzilla: King of the Monsters dự kiến sẽ được phát hành vào ngày 31 tháng 5 năm 2019 dưới định dạng 2D, 3D, Dolby Cinema và IMAX trên toàn cầu bởi Warner Bros. ngoại trừ tại Nhật Bản, nơi nó sẽ được hãng Toho phân phối. Bộ phim ban đầu dự kiến được phát hành vào ngày 8 tháng 6 năm 2018. Tuy nhiên vào tháng 5 năm 2016, nó đã bị đẩy lùi về ngày 22 tháng 3 năm 2019 và sau đó một lần nữa đến ngày phát hành hiện tại. Bộ phim sẽ được phát hành dưới cái tên Godzilla II: King of the Monsters ở một số thị trường nhất định.

## Phần tiếp theo
Vào tháng 9 năm 2015, Legendary đã chuyển Kong: Skull Island từ Universal sang Warner Bros., điều này đã làm dấy lên những đồn đoán của giới truyền thông rằng Godzilla và King Kong sẽ cùng xuất hiện trong một bộ phim. Vào tháng 10 năm 2015, Legendary tuyên bố kế hoạch kết hợp Godzilla và King Kong trong một bộ phim mang tên Godzilla vs. Kong, dự kiến ra mắt vào năm 2020. Các kế hoạch của Legendary được chia sẻ là tập trung vào tổ chức Monarch, ngoài ra còn "quy tụ Godzilla và King Kong trong một hệ sinh thái của các loài quái vật siêu khổng lồ khác, cả cổ điển và mới".
Godzilla vs. Kong dự kiến sẽ phát hành vào ngày 22 tháng 5 năm 2020, với Adam Wingard chỉ đạo bộ phim.